# Pichl bei Wels
Pichl bei Wels ist eine Marktgemeinde in Oberösterreich im Bezirk Wels-Land im Hausruckviertel mit 2935 Einwohnern (Stand 1. Jänner 2024).

## Geografie
Pichl bei Wels liegt auf einer Höhe von 332 m ü. A. im Hausruckviertel. Die Ausdehnung beträgt von Nord nach Süd 7,5 km, von West nach Ost 6,6 km. Die Gesamtfläche beträgt 26,3 km². 14,8 % der Fläche sind bewaldet, 74,6 % der Fläche sind landwirtschaftlich genutzt.

### Gemeindegliederung
Katastralgemeinden sind Oberthanbach, Ödt, Pichl bei Wels, Sulzbach, Unterthanbach, Weilbach.
Das Gemeindegebiet umfasst folgende Ortschaften (in Klammern Einwohnerzahl Stand 1. Jänner 2024):
- Ach (10)
- Aichet (7)
- Aichmühl (17)
- Am Irrach (19)
- Angsterlehen (9)
- Au (7) (auch Krenglbach)
- Auhub (7)
- Brandstatt (6)
- Breitwies (33)
- Etzelsdorf (225)
- Fadleiten (65)
- Falzberg (10)
- Franzing (34)
- Freiung (38)
- Geisensheim (108)
- Haag (10)
- Hochwimm (9)
- Holzhäuser (42)
- Inn (23)
- Jägersberg (5)
- Kaiserleiten (45)
- Kerschberg (10)
- Krottendorf (16) (auch Kematen am Innbach)
- Lechlödt (6)
- Malling (5)
- Mitterleiten (18)
- Moosleiten (11)
- Müllerberg (20) (auch Bad Schallerbach u. Wallern)
- Nisting (26)
- Oberirrach (10)
- Oberndorf (12)
- Oberthambach (32)
- Ödt (46)
- Pfaffendorf (108)
- Pichl bei Wels (720) (Hauptort)
- Pröstlsberg (11)
- Puchet (9)  (auch Schlüßlberg)
- Pühret (2)
- Schalbach (422)
- Schmiedsberg (10)
- Schnappling (18)
- Schnittering (194)
- Schustersberg (1)
- Silbersberg (14)
- Stadl (27)
- Steinpichl (16)
- Sulzbach (121)
- Trappelsberg (13)
- Unterirrach (205)
- Unterthambach (24)
- Uttendorf (3)
- Waldgattern (25)
- Weilbach (38)
- Weinberg (6)
- Winkelfeld (7)

Zählsprengel sind Pichl-Zentralgebiet und Pichl-Umgebung.
Die Gemeinde gehört zum Gerichtsbezirk Wels.

### Nachbargemeinden
| Schlüßlberg (Bez. Grieskirchen)        | Bad Schallerbach (Bez. Grieskirchen)        | Wallern an der Trattnach (Bez. Grieskirchen) |
| Kematen am Innbach (Bez. Grieskirchen) | Kompassrose, die auf Nachbargemeinden zeigt | Krenglbach                                   |
| Offenhausen                            |                                             | Gunskirchen                                  |

## Geschichte
Ursprünglich im Ostteil des Herzogtums Bayern liegend, gehörte der Ort seit dem 12. Jahrhundert zum Herzogtum Österreich. Seit 1490 wird er dem Fürstentum Österreich ob der Enns zugerechnet.
Während der Napoleonischen Kriege war der Ort mehrfach besetzt.
Nach dem Anschluss Österreichs an das Deutsche Reich am 13. März 1938 gehörte der Ort zum Gau Oberdonau.
Die Markterhebung erfolgte am 19. März 2012.

### Einwohnerentwicklung
1991 hatte die Gemeinde laut Volkszählung 2503 Einwohner, 2001 dann 2719 Einwohner.

## Kultur und Sehenswürdigkeiten
- Schloss Etzelsdorf: Erste Aufzeichnungen über das Schloss reichen bis ins 12. Jahrhundert zurück. Der heutige Bau stammt aus dem 17. Jahrhundert. Die Wirtschaftsgebäude sind vom Hauptgebäude getrennt angelegt. Im Sommer 1944 errichtete die Nationalsozialistische Volkswohlfahrt im Schloss Etzelsdorf ein „Fremdvölkisches Kinderheim“. Bis Ende 1946 waren hier Kinder von Zwangsarbeiterinnen untergebracht. 13 dieser Kinder starben aufgrund mangelhafter Pflege und Ernährung im Herbst 1944.[3]
- Katholische Pfarrkirche Pichl bei Wels hl. Martin: Die ursprünglich gotische Kirche wurde 1734–1736 von Johann Michael Prunner umgebaut und nach einem Brand 1750 durch Johann Matthias Krinner erneuert. Das Hauptgemälde am Hochaltar zeigt die Verherrlichung des Bischofs Martin von Tours aus dem Jahre 1761 von Bartolomeo Altomonte.
- Filialkirche Unterirrach in Unterirrach: Die Kirche hat einen zweijochigen netzrippengewölbten spätgotischen Chor mit 3/8-Schluss und im Langhaus eine Flachdecke mit einer Stuckrahmenverzierung. Der Dachreiter trägt einen Zwiebelhelm.
- Filialkirche Sulzbach in Sulzbach: Die spätgotische Kirche war einst eine bedeutende Wallfahrtskirche. Ein Heilbrunnen, der gegen Augenkrankheiten benützt wurde, und St. Valentin, der als Beschützer und Helfer gegen Fraisen und Epilepsie galt, waren Ziel von bis zu 40 Pilgerzüge während eines Jahres.

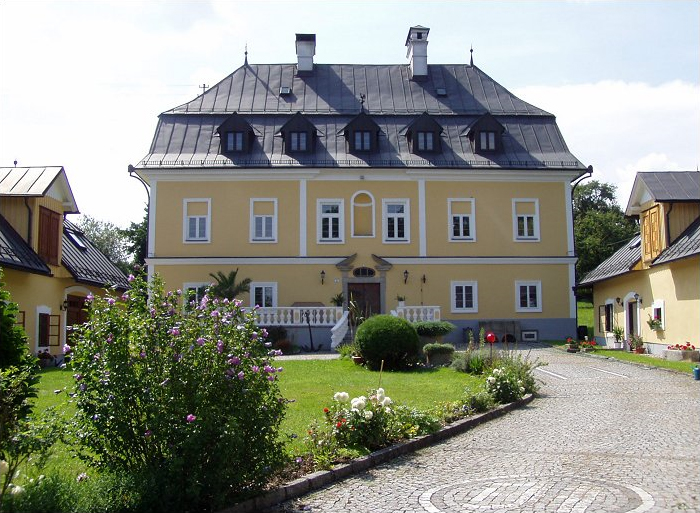
Schloss Etzelsdorf
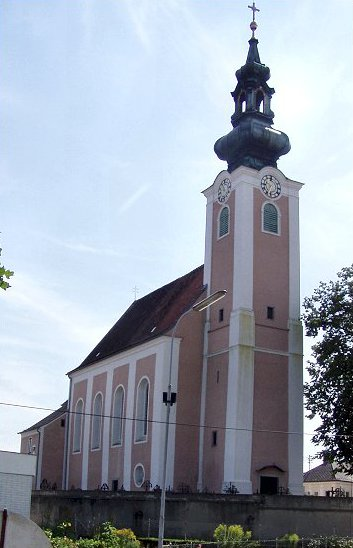
Pfarrkirche Pichl bei Wels
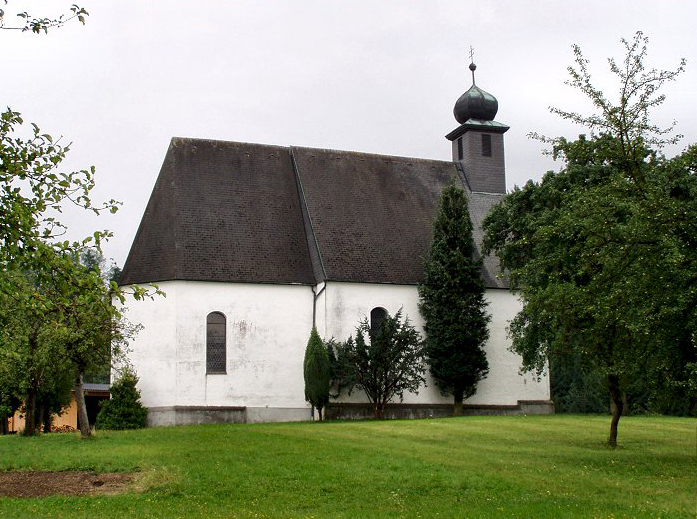
Filialkirche St. Jakob
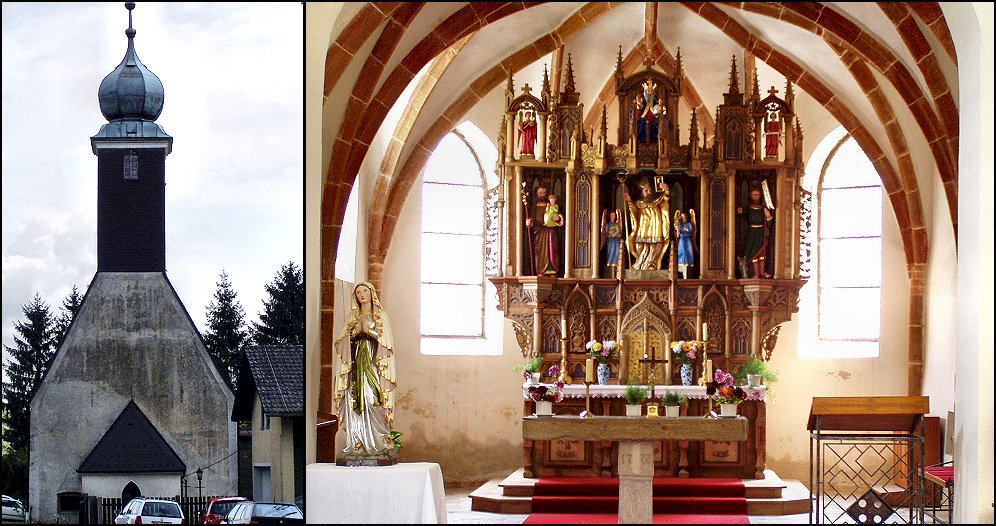
Filialkirche zum hl. Valentin in Sulzbach

| Die Anzahl der landwirtschaftlichen Betriebe nahm von 1999 bis 2010 von 126 auf 88 ab. Im Jahr 2011 lebten 1423 Erwerbstätige in Pichl bei Wels. Davon arbeiteten 321 in der Gemeinde, 1102 pendelten aus. Aus der Umgebung kamen 550 Menschen zur Arbeit nach Pichl. Die wichtigsten Arbeitgeber im Produktionssektor waren die Bereiche Herstellung von Waren (245) und Bauwirtschaft (102 Mitarbeiter). Im Dienstleistungssektor arbeiteten 460 Menschen, überwiegend in den Bereichen Handel (183) und soziale und öffentliche Dienste (112). | Hier fehlt eine Grafik, die leider im Moment aus technischen Gründen nicht angezeigt werden kann. Wir arbeiten daran! |

### Bildung
In der Gemeinde befinden sich eine Krabbelstube, ein Kindergarten eine Volksschule und eine Mittelschule.

### Verkehr
- Straße: Durch das Gemeindegebiet verläuft die Innkreis Autobahn A8.
- Öffentlicher Verkehr: Zum Bahnhof Wels gibt es regelmäßige Busverbindungen.[8]

## Politik

### Gemeinderat
Der Gemeinderat hat 25 Mitglieder.
- Mit den Gemeinderats- und Bürgermeisterwahlen in Oberösterreich 2003 hatte der Gemeinderat folgende Verteilung: 15 ÖVP, 6 SPÖ, 2 FPÖ und 2 GRÜNE.
- Mit den Gemeinderats- und Bürgermeisterwahlen in Oberösterreich 2009 hatte der Gemeinderat folgende Verteilung: 15 ÖVP, 4 SPÖ, 4 FPÖ, 2 Grün-Weiß-Pichl.
- Mit den Gemeinderats- und Bürgermeisterwahlen in Oberösterreich 2015 hatte der Gemeinderat folgende Verteilung: 12 ÖVP, 6 FPÖ, 4 SPÖ, 2 GRÜNE und 1 DW.
- Mit den Gemeinderats- und Bürgermeisterwahlen in Oberösterreich 2021 hat der Gemeinderat folgende Verteilung: 10 ÖVP, 5 FPÖ, 5 SPÖ, 3 GRÜNE und 2 NEOS.[9][10]

### Bürgermeister
- 1875–1884  Georg Weinbärmayr
- 1884–1887 Franz Gartenlechner
- 1887–1896 Georg Weinbärmayr
- 1896–1897 Franz Gartenlechner
- 1897–1902 Karl Muckenhuber
- 1902–1911 Franz Söllinger
- 1911–1919 Alois Thanhofer
- 1919–1924 Franz Kraxberger
- 1924–1929 Franz Reithböck
- 1929– ? Mathias Weiss
- 1945 Peter Pretterebner (kommissarischer Bürgermeister)[11]
- 1945–1961 Isidor Ammer
- 1961–1968 Josef Grabmair
- 1968–1993 Josef Brandstetter
- 1993–2020 Johann Doppelbauer (ÖVP)[12]
- 2020–2021 Gabriele Aicher (ÖVP)
- 2021–2023 Franz Scheiböck (SPÖ)
- seit 2024 Gerhard Seemann[13] (ÖVP; führte als Vizebürgermeister bereits ab September 2023 interimistisch die Amtsgeschäfte)

### Wappen
Offizielle Beschreibung des Gemeindewappens:
In Silber über grünem Hügel nebeneinander zwei rote, schwebende Kreuze, deren innere Seitenarme abgeledigt sind.
Die Gemeindefarben sind Grün-Weiß-Rot.
Der Hügel erklärt den Ortsnamen (obd. Bühel, Pichl, ‚Hügel‘); die selten auftretende Heroldsfigur – mit dem Rücken gegeneinander gewendete Kreuze mit halben Querbalken – ist dem Wappen der Schmidtauer entnommen, die im 14. Jahrhundert Schloßherren von Etzelsdorf waren.

### Partnergemeinde
- Thyrnau bei Passau, Deutschland[14]

## Persönlichkeiten

### Söhne und Töchter der Gemeinde
- Alois Brandstetter (* 1938), Schriftsteller und Philologe

### Personen mit Bezug zur Gemeinde
- Anna-Maria Hochhauser (* 1956), Gemeinderätin